# 스트라우드구

스트라우드구의 위치

스트라우드구(영어: Stroud District)는 잉글랜드 글로스터셔주에 위치한 비도시 자치구로 중심 도시는 스트라우드이며 인구는 115,093명(2014년 기준), 면적은 460.7km2이다.